# Pablo Carreras
Pablo Sebastián Carreras (Rosario, Santa Fe, Argentina; 3 de marzo de 1995) es un futbolista argentino. Se desempeña como defensor y su último equipo fue el Club Atlético Boca Juniors de Serodino, perteneciente a la Liga Totorense de Fútbol.

## Trayectoria

### River Plate
El 18 de julio de 2015 debuta en River Plate jugando los 90 minutos en una goleada de visitante 5-1 a Atlético Rafaela.

### Nueva Chicago
El 2 de septiembre de 2016 es cedido al Club Atlético Nueva Chicago de la Primera B Nacional por un año sin cargo y sin opción de compra. En su primer semestre disputó 4 partidos, teniendo poca continuidad en el primer equipo.

### Vuelta a River Plate
Luego de no tener un buen paso volvió a River, donde no encontró continuidad.
Relegado en la consideración de Marcelo Gallardo, cuando regresó a River se tuvo que reincorporar a la Reserva. Nunca volvió a sumar rodaje en la categoría, pese a que se entrenó a la par del plantel que dirige Facundo Villalba. Tras varios meses inactivo, el lateral derecho finalizó su contrato con River el 30 de junio de 2018.

### Enosis Neon Paralimni
En julio de 2018 se confirma su llegada al club de Chipre en condición de libre.

### Fénix
Luego de su experiencia de dos años en el fútbol de Chipre, en 2022 se incorporó al Club Atlético Fénix, donde disputó 14 partidos y marcó 3 goles.

### Coronel Aguirre
En octubre de 2022, se confirmó su llegada al Club Atlético Coronel Aguirre de Villa Gobernador Gálvez para disputar el Torneo Regional Federal Amateur.

## Selección nacional

### Sub-17
Carreras fue convocado por Oscar Garré para disputar el Sudamericano Sub-17 de 2011. En dicho torneo disputó 8 de los 9 partidos de Argentina, jugando 5 como titular, de los cuales 4 de ellos fueron por la fase final.
Debido al tercer puesto logrado en el Sudamericano, la albiceleste logró clasificar al Mundial de México donde, Carreras llegó a jugar frente a Francia, Jamaica e Inglaterra.

### Sub-20
Formó parte de la selección Sub-20 de Argentina con vistas al Campeonato Sudamericano de Fútbol Sub-20 de 2015, aunque terminó siendo desafectado, por Humberto Grondona, en los días previos al comienzo del torneo.

### Participaciones con la selección
| Torneo                      | Sede    | Resultado        | Partidos | Goles |
| --------------------------- | ------- | ---------------- | -------- | ----- |
| Sudamericano Sub-17 de 2011 | Ecuador | Tercer lugar     | 8        | 0     |
| Copa Mundial Sub-17 de 2011 | México  | Octavos de final | 3        | 0     |

## Estadísticas

### Clubes
- Actualizado hasta el 31 de diciembre de 2023.

| Club | Div.                | Temporada           | Liga  | Liga  | Liga   | Copas Nacionales(1) | Copas Nacionales(1) | Copas Nacionales(1) | Torneos Internacionales(2) | Torneos Internacionales(2) | Torneos Internacionales(2) | Total | Total | Total  | Medida goleadora(3) |
| Club | Div.                | Temporada           | Part. | Goles | Asist. | Part.               | Goles               | Asist.              | Part.                      | Goles                      | Asist.                     | Part. | Goles | Asist. | Medida goleadora(3) |
| --- | ------------------- | ------------------- | ----- | ----- | ------ | ------------------- | ------------------- | ------------------- | -------------------------- | -------------------------- | -------------------------- | ----- | ----- | ------ | ------------------- |
| River Plate Argentina |                     |                     |       |       |        |                     |                     |                     |                            |                            |                            |       |       |        |                     |
| 1.ª | 2015                | 2                   | 0     | 0     | 0      | 0                   | 0                   | 0                   | 0                          | 0                          | 2                          | 0     | 0     | 0,00   |                     |
| 1.ª | 2016                | 3                   | 0     | 0     | 0      | 0                   | 0                   | 0                   | 0                          | 0                          | 3                          | 0     | 0     | 0,00   |                     |
| 1.ª | 2017-18             | 0                   | 0     | 0     | 0      | 0                   | 0                   | 0                   | 0                          | 0                          | 0                          | 0     | 0     | 0,00   |                     |
| Total | Total               | 5                   | 0     | 0     | 0      | 0                   | 0                   | 0                   | 0                          | 0                          | 5                          | 0     | 0     | 0,00   |                     |
| Nueva Chicago Argentina |                     |                     |       |       |        |                     |                     |                     |                            |                            |                            |       |       |        |                     |
| 2.ª | 2016-17             | 4                   | 0     | 0     | 0      | 0                   | 0                   | 0                   | 0                          | 0                          | 4                          | 0     | 0     | 0,00   |                     |
| Total | Total               | 4                   | 0     | 0     | 0      | 0                   | 0                   | 0                   | 0                          | 0                          | 4                          | 0     | 0     | 0,00   |                     |
| Enosis Neon Paralimni Chipre |                     |                     |       |       |        |                     |                     |                     |                            |                            |                            |       |       |        |                     |
| 1.ª | 2018-19             | 0                   | 0     | 0     | 0      | 0                   | 0                   | -                   | -                          | -                          | 0                          | 0     | 0     | 0,00   |                     |
| Total club | Total club          | 0                   | 0     | 0     | 0      | 0                   | 0                   | -                   | -                          | -                          | 0                          | 0     | 0     | 0,00   |                     |
| Fénix Argentina |                     |                     |       |       |        |                     |                     |                     |                            |                            |                            |       |       |        |                     |
| 3.ª | 2022                | 14                  | 3     | 0     | 0      | 0                   | 0                   | 0                   | 0                          | 0                          | 14                         | 3     | 0     | 0,21   |                     |
| Total | Total               | 14                  | 3     | 0     | 0      | 0                   | 0                   | 0                   | 0                          | 0                          | 14                         | 3     | 0     | 0,21   |                     |
| Coronel Aguirre Argentina |                     |                     |       |       |        |                     |                     |                     |                            |                            |                            |       |       |        |                     |
| 4.ª | 2022-23             | 8                   | 0     | 0     | 0      | 0                   | 0                   | 0                   | 0                          | 0                          | 8                          | 0     | 0     | 0,00   |                     |
| Total | Total               | 8                   | 0     | 0     | 0      | 0                   | 0                   | 0                   | 0                          | 0                          | 8                          | 0     | 0     | 0,00   |                     |
| Total en su carrera | Total en su carrera | Total en su carrera | 31    | 3     | 0      | 0                   | 0                   | 0                   | 0                          | 0                          | 0                          | 9     | 0     | 0      | 0,09                |
| (1) Las copas nacionales se refiere a la Copa Argentina y la Copa de Chipre. (2) Las copas internacionales se refiere a la Copa Sudamericana y la UEFA Europa League. (3) Media de goles por encuentro. No incluye goles en partidos amistosos. |                     |                     |       |       |        |                     |                     |                     |                            |                            |                            |       |       |        |                     |

### Selección
- Actualizado hasta el 19 de agosto de 2014.

| Selección            | Año                  | Amistosos | Amistosos | Amistosos | Eliminatorias | Eliminatorias | Eliminatorias | Mundial | Mundial | Mundial | Sudamericano | Sudamericano | Sudamericano | Total | Total | Total |
| Selección            | Año                  | PJ        | G         | A         | PJ            | G             | A             | PJ      | G       | A       | PJ           | G            | A            | PJ    | G     | A     |
| -------------------- | -------------------- | --------- | --------- | --------- | ------------- | ------------- | ------------- | ------- | ------- | ------- | ------------ | ------------ | ------------ | ----- | ----- | ----- |
| Sub-17 Argentina     | 2011                 | 0         | 0         | 0         | -             | -             | -             | 3       | 0       | 0       | 8            | 0            | 1            | 11    | 0     | 1     |
| Sub-17 Argentina     | Total                | 0         | 0         | 0         | -             | -             | -             | 3       | 0       | 0       | 8            | 0            | 1            | 11    | 0     | 1     |
| Sub-20 Argentina     | 2014                 | 2         | 0         | 0         | -             | -             | -             | -       | -       | -       | -            | -            | -            | 2     | 0     | 0     |
| Sub-20 Argentina     | Total                | 2         | 0         | 0         | -             | -             | -             | -       | -       | -       | -            | -            | -            | 2     | 0     | 0     |
| Total en selecciones | Total en selecciones | 2         | 0         | 0         | -             | -             | -             | 3       | 0       | 0       | 8            | 0            | 1            | 13    | 0     | 1     |

## Palmarés

### Campeonatos internacionales
| Título              | Club        | Sede         | Año  |
| ------------------- | ----------- | ------------ | ---- |
| Copa Libertadores   | River Plate | Buenos Aires | 2015 |
| Copa Suruga Bank    | River Plate | Suita        | 2015 |
| Recopa Sudamericana | River Plate | Buenos Aires | 2016 |